# Tate Liverpool
Pour les articles homonymes, voir Tate (musées) et Tate.
La Tate Liverpool est un des musées de la Tate avec la Tate Britain, la Tate Modern et la Tate St Ives. Il est situé sur les Albert Dock à Liverpool dans le Merseyside (Angleterre).

## Histoire
Ouverte en 1988, bien avant la Tate Modern, la Tate Liverpool est fréquentée par 600 000 visiteurs par an. C'est le plus grand musée d'art moderne du pays après celui de Londres.
La collection du musée est composée de pièces datant du XVIe siècle à nos jours issues de la collection nationale d'art britannique, ainsi que d'œuvres contemporaines et modernes de la scène internationale. Le musée accueille également plusieurs expositions temporaires chaque année. La Tate Liverpool a présenté à ce jour plus de 150 expositions temporaires dont : Shopping : A Century of Art and Consumer Culture (2002-03), Summer of Love : Art of the Psychedelic Era (2005), Jake and Dinos Chapman : Bad Art for Bad People (2006-07), Peter Blake: A Retrospective (2007) et The Real Thing : Contemporary Art from China (2007).